# Ceratozamia microstrobila
Ceratozamia microstrobila är en kärlväxtart som beskrevs av Vovides och J.D. Rees. Ceratozamia microstrobila ingår i släktet Ceratozamia och familjen Zamiaceae. IUCN kategoriserar arten globalt som sårbar. Inga underarter finns listade i Catalogue of Life.